# Maggy Wauters
Maggy Wauters, född 5 september 1953, var en friidrottare från Belgien. Hon deltog vid olympiska sommarspelen 1972.